# Larva Mortus
Larva Mortus es un videojuego desarrollado por Rake In Grass en 2008. El género del juego es el de Matamarcianos, similar al utilizado en Crimsonland.
El motor de videojuego utilizado es el de Torque 2D, cuyo código fuente ha sido liberado para uso no comercial desde 2009.

## Trama
El juego se ubica a finales del siglo XIX. Trata sobre un hombre que es reclutado como agente por una agencia especializada en el exorcismo de criaturas sobrenaturales. El agente deberá enfrentarse a una fuerza maléfica de tiempos antiguos la cual planea apropiarse de un potente artefacto de magia negra. Este artefacto ha sido previamente descubierto por cinco aventureros que lo partieron en cinco piezas quedándose cada uno de ellos con una pieza. Ahora el agente debe encontrar las cinco  piezas antes que la fuerza maléfica lo haga.

## Jugabilidad
El jugador controla al agente, que actúa como cazador de monstruos y su tarea es eliminar a todos los  enemigos en cada nivel. Hay 30 tipos de enemigos y cada nivel es generado procedimental-mente. El juego tiene también elementos de juego de rol.